# Serpocaulon crystalloneuron
Serpocaulon crystalloneuron är en stensöteväxtart som först beskrevs av Eduard Rosenstock, och fick sitt nu gällande namn av Alan Reid Smith. Serpocaulon crystalloneuron ingår i släktet Serpocaulon och familjen Polypodiaceae. Inga underarter finns listade.